# テイク・ディス・ワルツ
『テイク・ディス・ワルツ』（Take This Waltz）は、2011年のカナダのコメディ・ドラマ映画である。
サラ・ポーリーの長編映画監督2作目である。
キャッチコピーは『しあわせに鈍感なんじゃない。さみしさに敏感なだけ』。

## ストーリー
フリーライターのマーゴ（ウィリアムズ）は、取材で訪れた地でダニエル（カービー）という青年と出会う。帰りの飛行機からタクシーまで一緒になったダニエルはマーゴの向かいの家に越してきたばかりだという。マーゴは結婚5年になる夫ルー（ローゲン）と一見幸福な結婚生活を送っているが倦怠期気味であり、その満たされぬ気持ちからダニエルに急速に惹かれて行く。一方のダニエルもマーゴに惹かれて行くが、2人はキスすら交わすことなく、プラトニックな関係を続ける。しかし、想いを抑え切れなくなったダニエルはある朝突然引っ越して行ってしまう。それを黙って見送るマーゴの姿を目撃したルーは全てを察する。マーゴに別れを告げられたルーは激しいショックを受けるもののマーゴを優しく送り出す。マーゴはダニエルの後を追い、2人は新居で暮らすようになる。しかし、はじめは激しく愛し合った2人だったが、しばらくしてダニエルとの関係もかつてのルーとの関係のようになり、マーゴは一抹の寂しさを感じるようになる。そんなある日、ルーの姉で親友のジェリーがアルコール使用障害を再発して起こした騒動をきっかけに、マーゴは久しぶりにルーと再会する。仕事は順調だが恋愛はしていないと言うルーにマーゴの心は揺れるが、ルーはマーゴへの未練を残しながらも「終わったこと」とマーゴを見送る。マーゴはかつてダニエルとのデートで乗った遊園地の乗り物に1人で乗る。

## キャスト
- マーゴ - ミシェル・ウィリアムズ： フリーライター。結婚5年目。
- ルー - セス・ローゲン： マーゴの夫。自宅で料理本を執筆している料理人。
- ダニエル - ルーク・カービー： リキシャの車夫。イラストを描くのが趣味。
- ジェラルディン（ジェリー） - サラ・シルバーマン： ルーの姉でマーゴの親友。

## 公開
2011年9月11日にトロント国際映画祭でプレミア上映された。他に、バンクーバー国際映画祭、カルガリー国際映画祭、サドバリーのシネフェスト、トライベッカ映画祭で上映された。
アメリカ合衆国では2012年6月29日にマグノリア・ピクチャーズ配給で公開された。

## 受賞
- Chlotrudis Awards　オリジナル脚本賞
- ハリウッド映画祭主演女優賞
- サンディエゴ映画批評家協会主演女優賞
- バンクーバー映画批評家協会主演女優賞